# Flechas
Les Flechas (flèches) étaient des unités des forces spéciales portugaises créées lors des guerres coloniales portugaises (1961-1974). 
Les Flechas étaient constituées d'escouades composées d'hommes des tribus locales et de déserteurs rebelles, qui se sont spécialisées dans la traque, la reconnaissance et les opérations de contre-insurrection. Ils patrouillaient parfois en uniformes capturés à l'ennemi, et étaient rémunérés en liquide, recevant une prime pour chaque guérillero ou arme capturés.

## Histoire
Les unités de Flechas ont été créées et employées en Angola, sous le commandement de la police secrète (PIDE). Composées d'hommes recrutés localement, souvent d'anciens combattants de la guérilla mais la plupart du temps des hommes de brousse Khoïsan, les unités étaient spécialisées dans la traque, la reconnaissance et les opérations de contre-insurrection et de contre-terrorisme. Les Flechas ont été employées avec succès lors de la campagne du "Frente Leste" dans l'Est de l'Angola, au début des années 1970. Le général Costa Gomes avançait que les soldats africains étaient moins coûteux, connaissaient mieux le terrain et parvenaient à créer de meilleures relations avec la population locale. Cette tactique était un prélude à la stratégie de gagner « les cœurs et les esprits », employée plus tard par les Américains au Viêt Nam. Les unités Flechas ont également opéré au Mozambique, lors de la dernière phase du conflit, peu après la démission de Kaúlza de Arriaga, la veille de la révolution des œillets en 1974. Ces unités ont continué à se battre contre le Front de libération du Mozambique, même après l'indépendance et le retrait des troupes portugaises, quand le pays est entré en guerre civile.

## Organisation et équipement
Les Flechas ont été créées initialement et organisées par le sous-inspecteur du PIDE Oscar Cardoso, et ont entamé leurs premières actions dans des terres reculées appelées par les Portugais Terras do Fim do Mundo (terres du bout du monde), dans la partie orientale de l'Angola. Les unités Flechas étaient organisées en sections d'environ 30 hommes. Elles étaient équipées avec de l’équipement en vigueur dans les forces portugaises, mais la plupart des troupes utilisaient des armes capturées ou des armes traditionnelles telles que l'arc. Leur partie d'uniforme la plus connue était le boina camuflada (béret camouflage), qui est devenu l'un de leurs symboles.